# Hempstead (New York)
Hempstead is een gemeente (town) in Nassau County, in de Amerikaanse staat New York. Hempstead, een van drie towns in Nassau County, grenst in het westen aan Queens, een van de stadsdelen van New York, en behoort zelf ook tot de agglomeratie van New York.
In de Town of Hempstead wonen bijna 760.000 mensen. Als Hempstead een geïncorporeerde stad was, was het de op een na grootste stad van de staat New York, na New York en voor Buffalo. Het zou tevens de 16e stad van de Verenigde Staten zijn.

## Naam
De oorspronkelijke naam was mogelijk Heemstede, genoemd naar de Nederlandse plaats met die naam.

## Plaatsen
In de staat New York zijn towns een onderverdeling van de county's (uitgezonderd de vijf county's van de stad New York). Een niveau lager zijn 'dorpen' (villages) met een eigen bestuur. De gemeente Hempstead telt 22 villages: Atlantic Beach, Bellerose, Cedarhurst, East Rockaway, Floral Park, Freeport, Garden City, Hempstead, Hewlett Bay Park, Hewlett Harbor, Hewlett Neck, Island Park, Lawrence, Lynbrook, Malverne, Mineola, New Hyde Park, Rockville Centre, South Floral Park, Stewart Manor en Valley Stream. 
Rockville Centre is de zetel van een rooms-katholiek bisdom. 
Daarnaast liggen er 37 gehuchten (hamlets), zonder eigen bestuur, deels of volledig in de Town of Hempstead.

## Geboren
- Bill Nieder (1933-2022), kogelstoter
- Raymond J. Barry (1939), acteur
- Scott Rudin (1958), film- en theaterproducent
- Taylor Dayne (1962), zangeres
- Method Man (1971), rapper
- Prodigy, (1974-2017), rapper
- brian pumper (1981) rapper
- Zack Ryder (1985), professioneel worstelaar